# Stanthorpe
Stanthorpe is een plaats in de Australische deelstaat Queensland en telt 10.575 (schatting) inwoners (2006). Het gebied rond Stanthorpe is bekend als de ''Granite Belt" vanwege de vele granietrotsen. De plaats is gelegen aan de New England Highway.